# Винко Радић
Винко Радић (Сплит, 2. фебруар 1898 — Сплит, 9. октобар 1945) је био југословенски фудбалер.
Играчку каријеру је започео у Хајдуку одмах након завршетка Првог светског рата. Сталан члан прве поставе постао је 1920. За клуб у којем је провео читаву каријеру одиграо је 283 утакмице и постигао је 96 голова. Учествовао је у освајању прве две Хајдукове титуле првака 1927. и 1929.
За репрезентацију Југославије је одиграо три утакмице и то све три против Чехословачке. Дебитовао је 28. септембра 1924. у Загребу у утакмици у којој је за репрезентацију наступило 10 Хајдукових играча (сви сем голмана). Последњи пут је играо за репрезентацију 31. јула 1927. у Београду.
Умро је у Сплиту 9. октобра 1945. и сахрањен је на сплитском гробљу Ловринац.

## Трофеји

### Хајдук Сплит
- Првенство (2): 1927. и 1929.